# روبرت جاكسون (لاعب كرة قدم أمريكية أمريكي)
روبرت جاكسون (بالإنجليزية: Robert Jackson)‏ هو لاعب كرة قدم أمريكية أمريكي، ولد في 1 أبريل 1953 في تشارلوت في الولايات المتحدة.